# Conus symmetricus
Espèce
Conus symmetricus est une espèce fossile de mollusques gastéropodes marins de la famille des Conidae.

## Description
La taille de la coquille varie entre 17 mm et 46 mm. Bien que la morphologie de la coquille soit constante, les spécimens de Conus symmetricus présentent un large éventail de variations de couleurs et de motifs avec une forme de coquille distinctive. Deux types généraux comprennent un motif de base qui consiste en des stries ou des taches de forme irrégulière qui couvrent une grande partie du dernier whorl. Le motif secondaire consiste en environ 17-20 rangées de points en spirale qui correspondent à des côtes spiralées perlées sur les deux tiers basaux du dernier verticille. Les deux motifs diffèrent légèrement par la couleur de la lumière émise. Le deuxième type général consiste en un motif de base avec trois bandes spiralées discontinues faiblement pigmentées. Le motif secondaire comprend environ 20 rangées spirales de points, qui se rejoignent parfois près de l'épaule pour former des stries. Les deux motifs sont également légèrement différents dans la couleur de la lumière émise.

## Distribution
Conus symmetricus est une espèce commune, notamment dans le Gurabo. Cette espèce marine n'est connue que comme fossile du Néogène de la République dominicaine.

## Taxonomie

### Publication originale
L'espèce Conus symmetricus a été décrite pour la première fois en 1850 par le naturaliste, illustrateur et conchyliologiste britannique George Brettingham Sowerby I,.